# مجله دیدگاه آکادمی آمریکایی پرستاری مراقبت سیار
مجله دیدگاه آکادمی آمریکایی پرستاری مراقبت سیار (به انگلیسی: AAACN Viewpoint) خبرنامه رسمی آکادمی آمریکایی پرستاری مراقبت سیار است.
مجلهای که دوماه یکبار منتشر می‌شود و در بین تمام اعضای آکادمی توزیع می گردد، این مجله تحولات علمی، سازمانی، و اجرایی در زمینه پرستاری مراقبت‌های سرپایی را پوشش می دهد. این فصلنامه در CINAHL نمایه می‌شود.